# Tchahar Lang
Les Tchahar Lang (en persan : چهار لنگ / Čahâr Lang, signifiant littéralement « quatre jambes ») sont, avec les Haft Lang (en persan : هفت لنگ / Haft Lang), l'une des deux composantes de la tribu des Bakhtiaris d'Iran.

## Organigramme de la tribu
La tribu (en persan : ایل / il) bakhtiari est divisée en deux sections (en persan : بخش / baxš) : Tchahar Lang et Haft Lang, elles-mêmes subdivisées en bâb (par exemple, Dureki, Behdârvand), puis en tâyefe (par exemple, Mowri, Kiârsi), en tire (par exemple, Hassanvand, Hâdjivand), en tash, en fâmil, puis en owlâd. Cet ensemble est censé correspondre à un système lignager dans lequel les unités emboitées correspondent à autant de segments de lignages.
| Il        | Baksh        | Bāb               |
| --------- | ------------ | ----------------- |
| Bakhtiāri | Tchahār Lang |                   |
| Bakhtiāri | Tchahār Lang | Mougouei (موگویی) |
| Bakhtiāri | Tchahār Lang | Kiānersi          |
| Bakhtiāri | Tchahār Lang | Zaleki            |
| Bakhtiāri | Tchahār Lang | Meyvand           |
| Bakhtiāri | Tchahār Lang | Mamsāleh          |